# Nedostatečnost omluvy
Nedostatečnost omluvy je sedmý díl čtvrté řady amerického televizního seriálu Teorie velkého třesku. V této epizodě hostují Eliza Dushku, Neil deGrasse Tyson a Michael Shawn McCracken. Režisérem epizody je Mark Cendrowski.

## Děj
Howardovi je nabídnuta práce na novém projektu. Aby byl přijat, musí projít bezpečnostní prověrkou a tak se objeví agentka FBI (Eliza Dushku) a ptá se na Howarda jeho přátel. Protože je agentka hezkou ženou, tak se před ní Raj a Leonard ztrapní - Raj se před ní "opije", Leonard ji nevhodným způsobem zve na rande. Sheldona její atraktivita nezajímá, aniž by nad tím však nějak přemýšlel, prozradí agentce nehodu Mars Roveru, kterou Howard před lety způsobil.
Howard si zprvu myslí, že prověrku nedostal kvůli Rajovi s Leonardem, nakonec ale přijde na to, že hlavním problémem byla ona Sheldonova výpověď. Sheldon se snaží rozhodnutí zvrátit, avšak bez úspěchu. Dělá vše pro to, aby mu Howard odpustil, ten však na něj má opravdu velký vztek. Sheldonovi nakonec odpustí ve chvíli, kdy mu Sheldon přenechá své místo doma na gauči (které dle jeho vlastních slov pro něj znamená víc než vlastní matka).

## Obsazení
| Johnny Galecki          | Leonard Hofstadter      |
| Jim Parsons             | Sheldon Cooper          |
| Kaley Cuoco             | Penny                   |
| Simon Helberg           | Howard Wolowitz         |
| Kunal Nayyar            | Raj Koothrappali        |
| Eliza Dushku            | agentka FBI Angela Page |
| Neil deGrasse Tyson     | sebe                    |
| Michael Shawn McCracken | Gorn                    |